# Uffe Ellemann-Jensen
Uffe Ellemann-Jensen SK. Grøn.Hjst.M. (født 1. november 1941 i Haarby, død 18. juni 2022 i København) var en dansk politiker, der var Danmarks udenrigsminister fra 1982 til 1993 under Poul Schlüters fire regeringer og formand for Venstre fra 1984 til 1998. Han sad i Folketinget for Venstre fra 1977 til 2001 og var partiets politiske ordfører 1978-82. Inden han kom i Folketinget, var han journalist, ansat først ved Berlingske Aftenavis fra 1967 til 1970. Han blev kendt bredt i offentligheden som TV-vært for DR 1970-75, og fra 1975 til 1976 var han chefredaktør for Dagbladet Børsen.

## Tidlig liv og karriere

### Fødsel og tidlig barndom på Fyn (1941-1944)
Uffe Ellemann-Jensen blev født den 1. november 1941 på sine morforældres gård i den fynske by Haarby som søn af den 25-årige Edith Ellemann Jensen (født Johannesen) og den 19-årige Jens Peter Jensen. Hans mor var født i 1916 i Bryrup i Midtjylland og ville være sygeplejerske, men droppede uddannelsen, da Ellemann-Jensen blev født. Hans far var født i 1922 ved Assens på Fyn og opgav ligeledes en realeksamen på Glamsbjerg Fri- og Efterskole efter sin søns fødsel. De var blevet gift den 17. august 1941, kort tid inden Uffe Ellemann-Jensen blev født. Hans morfar, jyden Chresten Johannesen, var fra 1943 til 1958 formand for Haarby Sogneråd; mormoren hed Olivia Ellemann. Hans farfar var den fynske husmand Jens Hansen Jensen, som var "glødende tilhænger af Det Radikale Venstre". Selvom han kun boede de første få år af sit liv på øen, opfattede han "gennem hele barndommen" Fyn "som det forjættede land". Resten af barndommen var han ikke desto mindre kun på Fyn i sine ferier efter flytningen til København.
Ellemann-Jensen blev døbt i Haarby Kirke. Nogle måneder efter han blev født, flyttede han og forældrene ind i Haarby; et halvt års tid efter flyttede de til landsbyen Saltofte tæt på Assens. I november 1943 blev Uffes lillesøster, Bodil, født. Familien flyttede i 1944 til Odense.

### Flytning til København og skolegang (1944-1960)
Efter at faren blev ansat i De Samvirkende Danske Husmandforeninger som rejsesekretær, flyttede familien til København i december 1944, hvor de boede på Rødovrevej i Rødovre. De boede der et halvt års tid, inden de i midten af 1945 flyttede til Willemoesgade nummer 36 i passagen mellem Willemoesgade og Classensgade på Østerbro, hvor Ellemann-Jensen delte et værelse med sin lillesøster. I København kom Ellemann-Jensen, hans mor og hans søster i Frihavnskirken om søndagen; børnene gik derudover i søndagsskirke på et tidspunkt. Som barn var han og søsteren ikke begejstrede for kirkebesøgene, men Uffe Ellemann-Jensen reflekterede som voksen over, at de blev "præsenteret for god, åben og frisk grundtvigianisme".
I august 1948 startede Ellemann-Jensen på Rosenvangsskolen på Østerbro, som dengang var kønsopdelt. Efter at have været journalist ved Dagbladet Børsen siden 1946 blev Jens redaktionssekretær ved avisen i 1950, og familien flyttede som følge af hans øgede løn til en større lejlighed på Danas Plads på Frederiksberg den september, hvor Ellemann-Jensen fik eget værelse. Han skiftede til Niels Ebbesens Vejs Skole på Frederiksberg i oktober 1951. Lillebroren Peter kom til verden i 1954.
Jens Peter Jensen, der også var kendt som "Døgnbrænderen", da han var både chefredaktør, folketingsmedlem og viceamtsborgmester på samme tid, havde fra 1940'erne været knyttet en række aviser, og i 1960'erne var han chefredaktør for først Dagbladet Børsen og dernæst Fyns Tidende; han var herudover medlem af Folketinget for Venstre fra 1964 til 1990 med enkelte mellemrum. Ellemann-Jensens opvækst var således præget af politik og journalistik, og journalistikken kom tidligt til ham, da han som barn indsendte en række "småhistorier og tegninger" til "Onkel Aages Børneside" i Fyns Venstreblad, som hans far havde været meddeler for. Han lavede også børnereportager for Socialdemokratiets børneavis, Miniavisen, og i sin tid på Niels Ebbesensvejens Skole startede han i 1954 skolebladet Krudt-Uglen, der varede et halvt år. Han fortsatte med skoleblade, da han i 1958 blev redaktør på Birkebavnen, Birkerød Statsskoles skoleblad.
Familien flyttede i april 1956 til Kollemosevej i Holte. Her prøvede Ellemann-Jensen at komme ind i 4. mellem på Holte Gymnasium, men dumpede optagelsesprøven i tysk, hvorfor han fortsatte på Niels Ebessensvejens Skole indtil sommeren 1957. Efter sommerferien det år begyndte han i gymnasiet på Birkerød Statsskole på den matematiske gren. Han blev matematisk student i juni 1960.

### Universitetsuddannelse og militær karriere (1960-1969)
Ellemann-Jensen begyndte at aftjene sin værnepligt i september 1960, da han blev rekrut i Kronens Artilleriregiment ved Sjælsmark Kaserne i Nordsjælland, og han blev sergent ved regimentet efter at have gået på Sergentskolen i Ringsted. Han var derefter i "et trivielt kontor- og kurerjob" i COMLANDENMARK, en NATO-delkommando under Den Kolde Krig. Han tog på løjtnantskole i vinteren 1961-62 og fik her sit overskæg, og han blev premierløjtnant af reserven ved Kronens Artilleriregiment.
Han begyndte at studere økonomi ved Københavns Universitet i 1962. Sideløbende med sine studier var han fra 1962 til 1964 deltidsansat ved forsvarsstaben. Han blev også ansat i det, der senere blev Forsvarets Efterretningstjeneste, hvor han indsamlede og systematiserede oplysninger om Østeuropa, Cuba og Kina, og herigennem fik han adgang til en bolig på Kastellet for 90 DKK om måneden. Fra 1964 til 1967 var han sekretær for Kødindustriens Fabrikantforening. Han blev i 1969 cand.polit. fra Københavns Universitet.

### Ægteskab og børn
Sin første kone, Hanne Jonsen, mødte Uffe Ellemann-Jensen i maj 1958. De blev forlovet i 1960. Den 1. november 1963 flyttede de til Søllerød, og de blev gift den 23. samme måned. Med Jonsen fik han børnene Claus i 1966 og Karen i 1969.
Han mødte journalisten Alice Vestergaard, sin anden kone, da han som TV-vært på DR skulle sende live fra Gladsaxe Rådhus og  Vestergaard blev sendt med ham, eftersom han var ny til livedækning. De kom sammen i marts 1970. Nytårsaften samme år flyttede de sammen til Kokkedal, og Elleman-Jensens ægteskab med Hanne blev opløst i 1971. De blev gift den 19. juni samme år på Gladsaxe Rådhus. Ellemann-Jensen adopterede samtidig datteren Helene (født 1967), som Vestergaard havde fra sit tidligere ægteskab med Per Wiking, og i 1973 fik de sønnen Jakob Ellemann-Jensen, der var Venstres formand fra 2019 til 2023.

## Journalistisk karriere
I midten af 1960'erne var Ellemann-Jensen adskillige gange i Østeuropa som freelancejournalist, hvor han udviklede et mishag ved dets regimer og begrænsede frihed. Han indsamlede også oplysninger til den danske efterretningstjeneste "af militær interesse – som turist' ". Han blev i 1967 journalist for Berlingske Aftenavis på handelsredaktionen, som erhvervsredaktionen hed dengang. Hans samarbejde med redaktionens eneste anden journalist, Erik Rasmussen, var vellykket, og redaktionen blev således i løbet af deres tid der udvidet til fem journalister. Han blev leder af redaktionen i 1969.
I 1970 skiftede Ellemann-Jensen til Danmarks Radio, hvor han blev økonomisk-politisk medarbejder og TV-vært. Her blev han kendt bredt i offentligheden på TV-Avisen sammen med Ole Andreasen. Han stoppede hos DR i 1975 og blev i marts samme år chefredaktør for Dagbladet Børsen, ligesom hans far havde været i 1960'erne. I september 1976 blev han fyret på grund af utilfredshed blandt medarbejderne med de ændringer til avisens etiske husaftale, han havde lavet, samt med hans ledelsesstil, som medarbejderne følte var for "gammeldags og autoritær", blandt andet fordi "kollegaer blev afklapset [...] på redaktionsmøderne, hvis deres artikler f.eks. ikke var gode nok". Ellemann-Jensen blev efterfølgende tilbudt en stilling som økonomisk-politisk redaktør på avisen, men hverken han eller medarbejderne ville gå med til dette.
Herefter levede han af at holde foredrag om økonomi. Han forsøgte også at skabe sit eget ugeblad ved navn Politisk Magasin, og han var derudover i forhandlinger om at overtage Finanstidende og Martinsens Nyhedsbrev; men hans investorer trak sig sent i 1976, da disse var bekymret for at konkurrere med det velhavende Børsen, og Ellemann-Jensens planer løb ud i sandet. Han fortsatte med journalistikken i Folketinget, da han blev politisk-økonomisk kommentator ved Venstrepressens Bureau i marts 1977.

## Politisk karriere
Efter en noget pludselig udskrivning til folketingsvalg i januar 1977 blev Ellemann-Jensen udpeget til folketingskandidat for Venstre i Århus Amts 4. kreds. Han havde ingensinde været medlem af et parti og havde forinden stemt Venstre, Det Konservative Folkeparti og Socialdemokratiet, men blev nu medlem af Venstre. Ellemann-Jensen var en af de tidligste fortalere for en regering med Venstre og Socialdemokratiet – en SV-regering – og havde i sin tid som journalist ved Børsen skrevet om et sådant samarbejde, som han mente var "i strid med naturlovene, men nødvendigt". Under valgkampen fortsatte han med at tale for en SV-regering. Kort inden valget holdt Ellemann-Jensen og socialdemokraten Svend Auken den første af en lang række vælgermøder i Aarhus mellem de to, en tradition, der fortsatte op gennem 1980'erne og 90'erne.
Ved folketingsvalget den 15. februar 1977 blev Venstre halveret, og det forventedes ikke, at Ellemann-Jensen ville blive valgt; men på grund af et højt antal personlige stemmer – 10.928 –  blev han folketingsmedlem med knap 16.000 stemmer inklusive listestemmer, og på grund af den betydelige reduktion i folketingsgruppens størrelse blev han medlem af Erhvervsudvalget og Udenrigsudvalget og stedfortræder i Markedsudvalget og Skatte- og Afgiftsudvalget. Derudover fik han adskillige ordførerskaber. Trods Ellemann-Jensens ønsker blev det ikke til en SV-regering, da de to partier ikke blev enige om et fælles grundlag.
Den 30. august 1978 blev Anker Jørgensens anden socialdemokratiske mindretalsregering udvidet til en SV-regering med Jørgensen som statsminister. Som følge heraf blev Ellemann-Jensen Venstres politiske ordfører efter Henning Christophersen, der var blevet udenrigsminister, og samtidig blev han også formand for Markedsudvalget efter Arne Christiansen, der var blevet handelsminister. Han var Venstres formand fra 1984 til 1998 og præsident for det europæiske liberale parti ELDR 1994-2000. Han blev udnævnt til udenrigsminister i Poul Schlüters første, anden, tredje og fjerde regering 1982-93.
I 1992 tog Uffe Ellemann-Jensen sammen med sin tyske kollega, Hans-Dietrich Genscher, initiativet til at skabe Østersørådet (Council of the Baltic Sea States, CBSS) og EuroFaculty.
Uffe Ellemann-Jensen trådte af som partiformand og opgav dermed at blive statsminister, da det ikke lykkedes ham at føre Venstre til en valgsejr ved folketingsvalget i 1998. Han genopstillede ikke til valget i 2001 og udtrådte af Folketinget den 20. november 2001.
I 1998 var han med til at stifte netværksorganisationen Baltic Development Forum, hvis formand han var indtil 2011. Han blev formand for Det Udenrigspolitiske Selskab i 1996. Han var formand for Dansk Center for Internationale Studier og Menneskerettigheder 2004-08, og han blev adjungeret professor ved Copenhagen Business School i 2007.
Han var bestyrelsesmedlem/formand i en række danske og internationale bestyrelser. I 2011 var han kortvarigt dansk eksportambassadør for Indien, men posten blev nedlagt efter regeringsskiftet i efteråret 2011.

## Debattør
Efter at have forladt det politiske liv holdt Uffe Ellemann sig i en årrække ude af den politiske debat i Danmark. Men da Jyllands-Posten offentliggjorde Muhammed-karikaturerne i 2005, gik han offentligt ind i sagen: Han skrev i oktober 2005, at Jyllands-Posten ikke burde have publiceret tegningerne, og at Jyllands-Postens chefredaktør Carsten Juste burde træde tilbage.
I de senere år skrev han en fast blog i Berlingske – "Verden omkring Danmark" – som især handlede om udenrigspolitik. Fra den 21. maj 2010 var Uffe Ellemann-Jensen sammen med tidligere udenrigsminister Mogens Lykketoft værter på det ugentlige udenrigsmagasin Ellemann|Lykketoft på TV 2 NEWS.
Uffe Ellemann-Jensen skrev 16 bøger – bl.a. den selvbiografiske Vejen jeg valgte fra 2009 og Din egen dag er kort fra 1997, som blev solgt i over 70.000 eksemplarer. Han har skrevet om lystfiskeri i bogen Ude med snøren – fisk og mennesker jeg har mødt fra 2004 – og har taget et opgør med fodnotepolitikken i Fodfejl fra 2005 om Danmark under den kolde krig. Nu gik det lige så godt, men så gik verden af lave fra 2009 beskriver "det tektoniske skift" i den globale magtbalance efter finanskrisen.[kilde mangler]

## Helbred og død
I 1989 blev Ellemann-Jensen opereret for to diskusprolapser i nakken, men brækkede to halshvirvler under operationen, og et stativ blev derfor skruet fast til hans kranie; efterfølgende gik han et halvt år med halskrave, som han også havde på, da Berlinmuren faldt. Han fik på et tidspunkt en stent indsat i hjertet og i kølvandet på en blodprop en pacemaker. En anden blodprop fik han i et IC3-tog i 2003, hvorefter han stoppede med at ryge. Derudover havde han sukkersyge.
I januar 2011 blev Ellemann-Jensen succesfuldt opereret for prostatakræft i et tilsyneladende tidligt stadie af sygdommen. Senere havde han en svulst, der trykkede mod hans rygmarv, og som blev fjernet i 2019. I 2021 blev det i et interview med Ellemann-Jensen berettet, at en "gammel kræftsygdom [...] [var] begyndt at røre på sig igen", og med henvisning til alle sine helbredsproblemer udtalte han, at han var "et omvandrende eksempel på lægekunstens fremdrift". I august 2021 blev den fuldt vaccinerede Ellemann-Jensen indlagt med COVID-19 og lungebetændelse i tre uger; han var herefter i viderebehandling i to uger. Hans tilstand forværredes i juni 2022 på grund af kræft, og den 13. juni blev han indlagt på Rigshospitalet, hvor han døde den 18. juni.
Posthumt udsendte TV 2 den 26. juni et afsnit af programmet Det sidste ord med Ellemann-Jensen, hvis materiale var blevet arkiveret på Det Kgl. Bibliotek. Den 28. juni blev han bisat fra Holmens Kirke og urnen nedsat på Ordrup Kirkegård, hvorefter blomsterne og kransene blev kørt til Monument over Danmarks internationale indsats på Kastellet og lagt der.

## I populærkulturen
Den danske duo Rollo & King refererer til Uffe Ellemann-Jensen i deres sang "Fjernsyn for dig" på albummet Midt i en løbetid fra 2000.

## Hæder
- Nersornaat i sølv (Sølviusumik nersornaaserneqartoq; 1989)[71]
- Storkors af Dannebrogordenen (2002)[33]
- Gyldendals Faglitterære Pris (2008)[72]